# Testudinata
Testudinata, klad u razredu reptilia. Obuhvaća suvremene kornjače, Testudines, i druge brojne izumrle rodove i porodice kornjača, to su: Amblypus†, Ancyropus†, Australochelys†, Chengyuchelyidae†, Chinlechelys†, Condorchelys†, Eileanchelys†, Heckerochelyidae†, Heckerochelys†, Helcura†, Indochelys†, Kayentachelys†, Meiolaniformes†, Mongolochelyidae†, Naomichelys†, Odontochelyidae†, Odontochelys†, Palaeochersis†, Platycheloides†, Proganochelys†, Proterochersidae†, Proterochersis†, Saurischiocomes†, Sichuanchelyidae†, Spoochelys† i Testudoolithidae†.